# Бортоло Мутті
Бортоло Мутті (італ. Bortolo Mutti, нар. 11 серпня 1954, Трескоре-Бальнеаріо) — італійський футболіст, що грав на позиції нападника. По завершенні ігрової кар'єри — тренер.

## Ігрова кар'єра
Народився 11 серпня 1954 року в місті Трескоре-Бальнеаріо. Вихованець футбольної школи клубу «Інтернаціонале», з яким 1971 року виграв Турнір Віареджо. Втім так і не пробившись до першої команди здавався в оренду в клуби нижчих дивізіонів «Массезе», «Пескара» та «Катанія».
1977 року став гравцем клубу Серії Б «Брешія», де відіграв наступні три сезони своєї ігрової кар'єри. Більшість часу, проведеного у складі «Брешії», був основним гравцем команди і в останньому сезоні зайняв з командою 3-тє місце та вийшов до Серії А. Втім у еліті Бортоло не дебютував, оскільки покинув клуб і протягом сезону 1980/81 років захищав кольори іншої команди другого дивізіону «Таранто», але не врятував команду від вильоту до Серії С1..
1981 року уклав контракт з «Аталантою», у складі якої провів наступні три роки своєї кар'єри гравця. За цей час він вийшов з командою з Серії С1 до Серії А, але вдруге у кар'єрі покинув клуб після його виходу до еліти, через що так ніколи і не зіграв у Серії А.
З 1984 року три сезони захищав кольори команди клубу «Мантова». З цією командою Мутті вийшов до Серії С1, але після вильоту назад до Серії С2 у 1987 році завершив професіональну кар'єру. Після цього Мутті став граючим тренером у аматорському клубі «Палаццоло», де він грав протягом 1987—1989 років.

## Кар'єра тренера
Після роботи тренером в «Палаццоло», 1991 року Мутті очолив «Леффе», яке в першому ж сезоні вивів до Серії С1, де в наступному сезоні перші кроки в дорослому футболі під керівництвом Мутті робив майбутній чемпіон світу Філіппо Індзагі, а команда посіла високе 4-те місце.
В результаті молодого тренера помітили клуби Серії Б і він з 1993 по 1995 рік був головним тренером «Верони», посівши 12-те і 10 -те місця відповідно, а в сезоні 1995/96 з «Козенцою» став 11-им у Серії Б.
1996 року Мутті вперше очолив клуб вищого дивізіону, ним стала «П'яченца», яку він врятував від вильоту з Серії А, вигравши плей-оф у «Кальярі» (3:1). Після цього Бортоло перейшов на роботу в «Наполі», де через вкрай невдалий старт (4 очки у 5-ти матчах), вже у жовтні він був звільнений.
Після невдачі Мутті повернувся до Серії Б, де спочатку протягом одного сезону 1998/99 був головним тренером «Аталанти» (шосте місце), потім два роки знову тренував «Козенцу» (одинадцяте і восьме місце відповідно), а розіграш 2001/02 провів на чолі «Палермо», закінчивши з новачком другого дивізіону на високому 11 місці.
19 червня 2002 року Муцтті став головним тренером «Реджини», повернувшись до роботи в Серії А після тривалої перерви. Втім і цього разу робота в еліті у Бортоло не заладилась і вже після восьми турів, у яких клуб здобув лише одну перемогу, у листопаді Мутті був звільнений.
У жовтня 2003 року Мутті став головним тренером команди Серії Б «Мессіна», з якою у першому ж сезоні зайняв 3-тє місце та вийшов до Серії А. У елітному дивізіоні в сезоні 2004/05 клуб сенсаційно зайняв 7-ме місце, що стало найкращим результатом за всю історію клубу і не змогла зіграти в Кубку Інтертото тільки через те, що не отримала ліцензування від УЄФА. Втім наступний сезон виявився для команди провальним, через що він був звільнений з посади 26 березня 2006 року, а команда вже без Мутті змогла зберегти місце в еліті лише через Кальчополі і виключення «Ювентуса».
13 лютого 2007 року очолив тренерський штаб клубу «Модена». Бортоло вдалося врятувати команду від вильоту і закінчити сезон на 15-му місці в Серії Б, втім по ходу другого сезону 20 квітня 2008 року він був звільнений від своїх обов'язків.
8 грудня 2008 року прийняв пропозицію попрацювати в іншому клубі Серії Б «Салернітана» замість звільненого Фабріціо Касторі, втім вже після п'яти ігор, в яких здобув лише одну перемогу, 24 січня 2009 року він також був звільнений з посади після поразки від «Сассуоло» (0:1) і замінений назад на свого попередника.
11 січня 2010 року було офіційно оголошено його повернення Мутті до «Аталанти», де він мав замінити Антоніо Конте. Але врятувати команду Бортоло не зумів і сезон закінчився вильотом бергамасків до Серії Б, незважаючи на те що Мутті зміг значно покращити результати команди, набравши 21 очко в 19 іграх чемпіонаті, і 15 червня 2010 він був замінений на Стефано Колантуоно.
10 лютого 2011 року Мутті очолив ще одного аутсайдера вищого дивізіону, клуб «Барі», але і його не зміг врятувати від вильоту і 15 червня того ж року покинув команду. Лише з третьої спроби Мутті вдалося врятувати команду від пониження у класі: цією командою стало «Палермо», яке він очолив 19 грудня 2011 року. Втім успіх у чемпіонаті не переконав епатажного президента клубу Мауріціо Дзампаріні продовжити контракт з тренером і він покинув посаду.
З 28 вересня 2013 по 2 лютого 2014 року був головним тренером «Падови», з якої був звільнений після того, як набрав лише одне очко в останніх п'яти матчах Серії Б.
25 листопада 2015 року змінив Крістіана Пануччі на посаді головного тренера «Ліворно», але вже через два місяці, за які клуб не здобув жодної перемоги в 9 іграх, Пануччі був повернутий на посаду.

## Особисте життя
Його старший брат Тіціано Мутті, також професійно грав у футбол. Щоб розрізнити їх, Тіціано називали Мутті I і Бортоло — Мутті II.